# Coppa CERS 1988-1989
La Coppa CERS 1988-1989 è stata la 9ª edizione dell'omonima competizione europea di hockey su pista riservata alle squadre di club. Il torneo ha avuto inizio il 4 febbraio e si è concluso il 20 giugno 1989. 
Il titolo è stato conquistato dal Monza per la prima volta nella sua storia.

## Squadre partecipanti
| Nazione        | Club             | Città              | Qualificazione                                                       |
| -------------- | ---------------- | ------------------ | -------------------------------------------------------------------- |
| Francia        | ASTA Nantes      | Nantes             | 5º in 1ere Division 1988                                             |
| Francia        | Carhaix          | Carhaix-Plouguer   | 3º in 1ere Division 1988                                             |
| Francia        | Gazinet-Cestas   | Cestas             | 4º in 1ere Division 1988                                             |
| Germania Ovest | Cronenberg       | Wuppertal          | 3º in 1 Bundesliga 1988                                              |
| Germania Ovest | Düsseldorf Nord  | Düsseldorf         | 4º in 1 Bundesliga 1988                                              |
| Italia         | Amatori Vercelli | Vercelli           | Detentore Coppa CERS e 2º in Serie A1 1987-1988, semifinale play-off |
| Italia         | Bassano          | Bassano del Grappa | 4º in Serie A1 1987-1988, semifinale play-off                        |
| Italia         | Monza            | Monza              | 5º in Serie A1 1987-1988, quarti di finale play-off                  |
| Italia         | Trissino         | Trissino           | 6º in Serie A1 1987-1988, quarti di finale play-off                  |
| Portogallo     | Barcelos         | Barcelos           | 4º in 1ª Divisão 1987-1988                                           |
| Portogallo     | Benfica          | Lisbona            | 5º in 1ª Divisão 1987-1988                                           |
| Portogallo     | Paço de Arcos    | Paço de Arcos      | 3º in 1ª Divisão 1987-1988                                           |
| Spagna         | Igualada         | Igualada           | 2º in División de Honor 1987-1988                                    |
| Spagna         | Mollet           | Mollet del Vallès  | 6º in División de Honor 1987-1988                                    |
| Spagna         | Reus Deportiu    | Reus               | 5º in División de Honor 1987-1988                                    |
| Svizzera       | Basilea          | Basilea            | 2º in Lega Nazionale A 1988                                          |
| Svizzera       | Ginevra          | Ginevra            | 3º in Lega Nazionale A 1988                                          |
| Svizzera       | Montreux         | Montreux           | 4º in Lega Nazionale A 1988                                          |

## Risultati

### Primo turno
| Squadra 1       | Totale  | Squadra 2     | Andata | Ritorno |
| --------------- | ------- | ------------- | ------ | ------- |
| Barcelos        | 8 - 9   | Reus Deportiu | 4 - 1  | 4 - 8   |
| Düsseldorf Nord | 10 - 19 | Monza         | 2 - 6  | 8 - 13  |

### Ottavi di finale
| Squadra 1      | Totale | Squadra 2        | Andata | Ritorno |
| -------------- | ------ | ---------------- | ------ | ------- |
| Basilea        | 10 - 4 | Carhaix          | 8 - 1  | 2 - 3   |
| Bassano        | 9 - 11 | Monza            | 5 - 5  | 4 - 6   |
| Benfica        | 14 - 7 | Ginevra          | 9 - 4  | 5 - 3   |
| Cronenberg     | 14 - 7 | ASTA Nantes      | 8 - 4  | 6 - 3   |
| Gazinet-Cestas | 8 - 19 | Reus Deportiu    | 5 - 9  | 3 - 10  |
| Igualada       | 7 - 3  | Trissino         | 4 - 2  | 3 - 1   |
| Mollet         | 5 - 11 | Amatori Vercelli | 3 - 4  | 2 - 6   |
| Montreux       | 6 - 17 | Paço de Arcos    | 2 - 4  | 4 - 13  |

### Quarti di finale
| Squadra 1     | Totale | Squadra 2        | Andata | Ritorno |
| ------------- | ------ | ---------------- | ------ | ------- |
| Basilea       | 5 - 27 | Amatori Vercelli | 1 - 15 | 4 - 12  |
| Benfica       | 7 - 8  | Igualada         | 4 - 0  | 3 - 8   |
| Cronenberg    | 7 - 14 | Monza            | 2 - 5  | 5 - 9   |
| Paço de Arcos | 5 - 10 | Reus Deportiu    | 4 - 4  | 1 - 6   |

### Semifinali
| Squadra 1     | Totale  | Squadra 2        | Andata | Ritorno |
| ------------- | ------- | ---------------- | ------ | ------- |
| Igualada      | 16 - 10 | Amatori Vercelli | 9 - 3  | 7 - 7   |
| Reus Deportiu | 4 - 12  | Monza            | 2 - 5  | 2 - 7   |

### Finale
| Squadra 1 | Totale | Squadra 2 | Andata | Ritorno |
| --------- | ------ | --------- | ------ | ------- |
| Monza     | 17 - 9 | Igualada  | 13 - 4 | 4 - 5   |